# Fjäkelmyra en Skomsarby
Fjäkelmyra en Skomsarby (Zweeds: Fjäkelmyra och Skomsarby) is een småort in de gemeente Borlänge in het landschap Dalarna en de provincie Dalarnas län in Zweden. Het småort heeft 136 inwoners (2005) en een oppervlakte van 22 hectare. Eigenlijk bestaat het småort uit drie verschillende plaatsen: Fjäkelmyra, Skomsarby en Åby. Het småort ligt aan de noordoever van de rivier de Dalälven.